# Annie Wu
Annie Wu (21 de agosto de 1978) es una actriz y modelo taiwanesa.

## Carrera
Wu ha actuado principalmente en series de televisión en China, y apareció en la película Police Story 4: First Strike junto al actor y artista marcial Jackie Chan en 1996. Aunque su cantonés no es fluido, también ha aparecido en varias películas de Hong Kong y en publicidad de revistas. Durante su participación en First Strike, Jackie Chan bromeó sobre lo horrible que era su cantonés y posteriormente su voz fue doblada. Después de varios participando en pequeños roles en películas de Hong Kong, ya no está activa en la escena de entretenimiento de Hong Kong y ha actuado principalmente en producciones de China. Actualmente aparece en una serie coproducida entre Corea y China llamada Mama's Soup House.
Annie Wu se casó en 2012 con Aaron Liao, el hijo del vicepresidente de la Conferencia Consultiva Política del Pueblo Chino. Tienen una hija nacida en 2014.